# Bourg-et-Comin
Bourg-et-Comin – miejscowość i gmina we Francji, w regionie Hauts-de-France, w departamencie Aisne.
Według danych na styczeń 2014 roku gminę zamieszkiwały 803 osoby, a gęstość zaludnienia wynosiła 156,8 osób/km².